# Wiktor Masłowski
Wiktor Zbigniew Masłowski (ur. 14 czerwca 1955 w Szczecinie, zm. 28 września 2021) – polski lekarz anestezjolog, menedżer i urzędnik państwowy, w latach 2003–2004 podsekretarz stanu w Ministerstwie Zdrowia.

## Życiorys
W latach 1974–1982 odbywał studia medyczne na Pomorskiej Akademii Medycznej; w ich trakcie przez 3 lata był kierownikiem kina studenckiego oraz sekretarzem ds. spraw zagranicznych Rady Wojewódzkiej Federacji Związków Socjalistycznej Młodzieży Polskiej. W 1988 uzyskał pierwszy stopień specjalizacji z anestezjologii i intensywnej terapii, a w 1997 specjalizację z zarządzania zdrowiem na Uniwersytecie Galilejskim w Izraelu. Ukończył również studia podyplomowe: z ekonomiki zdrowia na Uniwersytecie Warszawskim (1994), wyższy kurs obronności w Akademii Obrony Narodowej oraz studium ubezpieczeń (2001) i zarządzania podmiotem leczniczym jako spółką kapitałową (2014) w Szkole Głównej Handlowej. Autor publikacji na temat systemu powszechnego ubezpieczenia zdrowotnego, zasad tworzenia biznes planu i negocjowania umów z kasą chorych, zasad tworzenia zakładów samodzielnych, reformy opieki zdrowotnej.
Po studiach od 1983 do 1987 był młodszym asystentem w Szpitalu Onkologicznym w Szczecinie, a następnie do 1990 asystentem w Szpitalu Rejonowym w Żywcu. W latach 1990–1994 pozostawał dyrektorem Zespołu Opieki Zdrowotnej w Żywcu. Przeszedł następnie do pracy w Ministerstwie Zdrowia i Opieki Społecznej, gdzie zajmował kolejno stanowiska: wicedyrektora Departamentu Polityki Zdrowotnej i Lecznictwa (1994–1995), dyrektora Biura Przekształceń Systemowych w Ochronie Zdrowia (1995–1996) i dyrektora Departamentu Polityki Zdrowotnej i Przekształceń Systemowych (1996–1998). Od 1998 do 1999 pracował jako szef Ośrodka Opieki Zdrowotnej Telewizji Polskiej i konsultant systemów medycznych. Od 1999 pracował w Centrum Leczniczo Rehabilitacyjnego i Medycyny Pracy „Attis” w Warszawie jako dyrektor (1999–2013) i prezes (od 2013).
Pełnił jednocześnie także funkcje doradcze i publiczne. W latach 1998–2003 był konsultantem prezydenta Aleksandra Kwaśniewskiego ds. reformy zdrowotnej, a od 1999 do 2001 doradcą prezydenta Konfederacji Pracodawców Polskich. Zasiadał w zespole ds. usług publicznych Komisji Trójstronnej (2001–2003), Zespole Społeczno-Zawodowym przy Ministrze Zdrowia (2001–2003) i Wojewódzkim Zespole Dialogu Społecznego (2002–2003). Od 1998 (z przerwą w latach 2003–2004) pozostawał prezesem zarządu Federacji Związków Pracodawców Zakładów Opieki Zdrowotnej. Od 18 marca 2003 do 20 lipca 2004 pełnił funkcję podsekretarza stanu w Ministerstwie Zdrowia. W 2009 został konsultantem ds. ochrony zdrowia w Business Centre Club. Bez powodzenia kandydował w 2014 do rady Warszawy z listy Platformy Obywatelskiej oraz w 2018 do sejmiku mazowieckiego i w 2019 do Sejmu z listy Polskiego Stronnictwa Ludowego.
Był żonaty, miał trzech synów. W 1994 i 1995 wyróżniony tytułem Menedżera Roku przez Stowarzyszenie Menedżerów Opieki Zdrowotnej. W 2016 odznaczony medalem „Za zasługi dla archidiecezji warszawskiej”.
W 2011 otrzymał Złoty Krzyż Zasługi.